# 알렉산드라 코니에치나
알렉산드라 코니에치나(Aleksandra Konieczna, 1965년 10월 13일 ~ )는 폴란드의 배우이다. 폴란드 영화상 여우주연상 2회(2017, 2020) 수상자이다.

## 출연 작품
- 문신을 한 신부님 (2019)